# Tabernacle Choir
Der Tabernacle Choir at Temple Square (Tabernakelchor am Tempelplatz), vorher Mormon Tabernacle Choir (Mormonischer Tabernakelchor) ist ein gemischter Chor der Kirche Jesu Christi der Heiligen der Letzten Tage, der mit einigen der bedeutendsten Orchester der Welt Aufnahmen eingespielt hat. Sein Musikdirektor ist seit 2008 Mack Wilberg.
Er ist nach dem Salt-Lake-Tabernakel auf dem Tempelplatz (Temple Square), dem zentralen Ort der Mormonen in Utahs Staatshauptstadt Salt Lake City, benannt.

## Mitglieder
Der Chor besteht aus 360 Sängern, seine Mitglieder sind ehrenamtlich tätig. Er wurde 1847 gegründet, kurz nachdem die mormonischen Pioniere der Heiligen der Letzten Tage das Salzseetal von Salt Lake City erreicht hatten. 1960 war ihr Album Lords Prayers eine Woche lang Spitzenreiter der US-amerikanischen Charts.
Die Sänger müssen Mitglieder „in gutem Stande“ sein, d. h. sie müssen die Kriterien erfüllen, die zur Erteilung eines Tempelempfehlungsscheines gefordert werden. Dazu gehört unter anderem, dass homosexuelle Chormitglieder ihre sexuelle Neigung nicht praktisch ausleben bzw. keine gleichgeschlechtliche Partnerschaften eingehen dürfen. Daher wurde, zum Teil von ehemaligen Mitgliedern des Tabernakelchores, der One Voice Choir gegründet, der ebenfalls in Salt Lake City angesiedelt ist und dessen Mitglieder aus schwulen und lesbischen Mormonen (zusammen mit einigen heterosexuellen Gemeindemitgliedern) besteht.

## Auftritte
Eine der ältesten noch immer laufenden Rundfunksendungen in Amerika, Music and the Spoken Word, ist eine Sendung mit dem Tabernakelchor; diese wird seit dem 15. Juli 1929 jeden Sonntag ausgestrahlt und von über zweitausend Radio- und Fernsehsendern in aller Welt übertragen. Das Programm kann live im Internet abgerufen werden.
Der Chor tritt in Konzerthallen rund um die Welt auf, darunter Auftritte in Mexiko, Südamerika, Kanada, Japan, Australien, Israel und Russland. Der Mormon Tabernacle Choir trat bei mehreren Amtseinführungen des Präsidenten der Vereinigten Staaten, so bei Lyndon B. Johnson 1965, Richard Nixon 1969, Ronald Reagan 1981, George H. W. Bush 1989, George W. Bush 2001, Donald Trump 2017 sowie im Weißen Haus auf.
Im Jahr 2016 trat der Chor im Rahmen einer Europatournee in Berlin, Nürnberg, Frankfurt am Main, Wien, Zürich, Brüssel und Rotterdam auf.

## Diskografie (Auswahl)

### Alben
| Jahr | Titel                                                                | Höchstplatzierung, Gesamtwochen, AuszeichnungChartsChartplatzierungen (Jahr, Titel, Platzierungen, Wochen, Auszeichnungen, Anmerkungen) | Anmerkungen                                                         |
| Jahr | Titel                                                                | US | Anmerkungen                                                         |
| ---- | -------------------------------------------------------------------- | --- | ------------------------------------------------------------------- |
| 1959 | The Lord’s Prayer                                                    | US5 Gold · (73 Wo.)US |                                                                     |
| 1959 | Spirit of Christmas                                                  | US5 (4 Wo.)US |                                                                     |
| 1961 | Songs of the North and the South                                     | US47 (1 Wo.)US |                                                                     |
| 1962 | The Lord’s Prayer, Vol. II                                           | US49 (7 Wo.)US |                                                                     |
| 1993 | Christmas With The Mormon Tabernacle Choir                           | US171 (3 Wo.)US |                                                                     |
| 2006 | Then Sings My Soul                                                   | US140 (2 Wo.)US |                                                                     |
| 2006 | The Wonder Of Christmas                                              | US187 (1 Wo.)US |                                                                     |
| 2007 | Spirit of The Season                                                 | US154 (3 Wo.)US | mit Orchestra at Temple Square                                      |
| 2008 | Called To Serve                                                      | US179 (2 Wo.)US | mit Orchestra at Temple Square                                      |
| 2009 | Praise to the Man: Songs Honoring The Prophet Joseph                 | US102 (1 Wo.)US |                                                                     |
| 2009 | Come, Thou Fount Of Every Blessing: American Folk Hymns & Spirituals | US124 (3 Wo.)US |                                                                     |
| 2010 | 100 Years: Celebrating A Century Of Recording Excellence             | US154 (1 Wo.)US |                                                                     |
| 2011 | This Is The Christ                                                   | US118 (1 Wo.)US |                                                                     |
| 2011 | Glad Christmas Tidings                                               | US179 (1 Wo.)US | mit Orchestra at Temple Square feat. David Archuleta & Michael York |
| 2013 | The Most Wonderful Time Of The Year                                  | US185 (3 Wo.)US | mit Orchestra at Temple Square                                      |

Weitere Alben
- 1957: Mormon Tabernacle Choir Sings Christmas Carols (US: Gold)
- 1963: Joy of Christmas (US: Gold)
- 1970: Joy to the World (US: Gold)

### Singles
| Jahr | Titel Album                   | Höchstplatzierung, Gesamtwochen, AuszeichnungChartsChartplatzierungen (Jahr, Titel, Album, Platzierungen, Wochen, Auszeichnungen, Anmerkungen) | Anmerkungen |
| Jahr | Titel Album                   | US | Anmerkungen |
| ---- | ----------------------------- | --- | ----------- |
| 1959 | Battle Hymn Of The Republic – | US13 (16 Wo.)US |             |

## Auszeichnungen
- National Medal of Arts (2003)[13]
- Aufnahme in die National Radio Hall of Fame für Music and the Spoken Word (2010)[14]